# 唐珙
唐珙（？—？），字溫如，會稽山陰（今浙江紹興）人，元末明初詩人。唐珏之子。

## 生平
唐珙生平記載較少，僅略見於《御選元詩》卷首《姓名爵里》 、《元詩選補遺》小傳，且多為其父唐珏的生平事跡。

## 作品
流傳至今的作品僅八首。其有《墨蘭》《貓》《澄碧堂》《題海岳後人煙巒曉景圖》《趙文敏書洛神賦》《題龍陽縣青草湖》《韓左軍馬圖卷》《題王逸老書飲中八仙歌》等多首詩。詩作風格多樣，含有對自然景物的描繪、禪宗思想和對書法的濃厚興趣。
其《題海岳後人煙巒曉景圖》（又名《過洞庭》）因詩文風格接近唐詩，而致《全唐詩》誤認為唐末詩人，將其收錄。後遭中山大學陳永正教授反對，經考察以元末明初詩人為定。